# Кеннебанк (река)
Кеннебанк (англ. Kennebunk River) — небольшая река в юго-западном Мэне. Длина реки — около 24 км.
Истоки реки находятся в округе Йорк, русло и бассейн расположены в населённой местности юго-западнее Портленда. Река течёт в основном в юго-восточном направлении через одноимённый городок, впадая в Атлантический океан в Кеннебанкпорте.
Реку пересекают автомагистрали Автомагистраль 1 США и Interstate 95. В Кеннебанкпорте находится крупный причал для яхт.